# Várhely község
Várhely község (románul: Comuna Sarmizegetusa) község Hunyad megyében, Romániában. Központja Várhely, beosztott falvai Brázova, Hobicavárhely, Paucsinesd, Zajkány.

## Népessége
A 2011-es népszámlálás adatai alapján a község népessége 1209 fő volt.